# Natalia Eguiluz
Natalia Eguiluz Ornelas (Ciudad de México, 1978) es una artista plástica mexicana que aborda el tema de las problemáticas en torno a la situación de las mujeres en México.

## Estudios
En 1996, Eguiluz inició sus estudios en la Escuela de iniciación Artística no. 1 del Instituto Nacional de Bellas Artes, posteriormente en 1997 ingresa a la Licenciatura en Artes Plásticas en la Escuela Nacional de Pintura, Escultura y Grabado “La Esmeralda”, se titula con la tesis “El cuerpo como construcción cultural: Clichés de lo femenino”.
Posteriormente realiza la Maestría en Estudios de la Mujer por la Universidad Autónoma Metropolitana – Xochimilco, donde realiza la tesis “Y sin embargo se mueven… Producción de arte contrahegemónico feminista y su función social en México.
Realizó una estancia de perfeccionamiento artístico cultural en la École Nationale Superiéure d’Art de Nancy en el 2004.
En el 2011 realizó el diplomado “Historia, pensamiento y problemáticas contemporáneas de América Latina”, por el Centro Académico de la Memoria de Nuestra América./UACM.

## Temática
Eguiluz aborda en sus obras las problemáticas de las mujeres, la desigualdad que existe entre los géneros en todos los espacios de la vida y emplea el arte para hacer un llamado a la sociedad a reflexionar sobre los cambios sociales. 
"Desde hace ya varios años Natalia Eguiluz aborda en su trabajo diversas problemáticas en torno a la situación de las mujeres en México. El cuerpo de su obra está constituido por una crítica hacia lo llamado femenino, al consumismo, al individualismo, al sexismo y a la desigualdad e injusticia social imperantes. Natalia recurre a la mujer como signo representativo de las relaciones de poder en las sociedades capitalistas actuales, así, en sus esculturas, dibujos, pinturas y vídeos encontramos como constante representaciones de mujeres en las que se observa el uso de la ironía como recurso de enfrentamiento crítico a las condiciones de vida existentes". 
En el 2015 participó en una de las presentaciones del libro: Arte y Feminismo. Siete años de goce y encuentro .

## Obra

### Exposiciones individuales
2014 Yo como mujer quiero decir…Intervención artística participativa en el Parque México, Col. Condesa, México, DF.
2013 “No+ neoliberalismo”. Mural en espacio público en la Del. Álvaro Obregón. México, D.F.
2012 Presencias no-anónimas: Mujeres a la izquierda, Foro Contigo América. México, D.F.
2011 Despojos, 8 de marzo Día internacional de la Mujer. Intervención escultórica en Av. Alfonso Reyes, Col. Condesa, México, D.F.
2009 Voz queda. La Estación Arte contemporáneo, Chuihuahua, Chih.
Presencias resistentes. Intervención en pasillos, patio y escaleras de la UAM Xochimilco, dentro del marco del Festival de las artes UAM 2009. México, D.F.
2006 Festejos Cotidianos, Galería La Estación Arte Contemporáneo. Chihuahua, Chih.
Recolecta 03-1/206, Galería Atrio espacio cultural, México, D.F.
2002 De lo Femenino #5. Casa de Cultura Jesús Reyes Heróles. México, D.F.
De lo Femenino #1. Casa FRISSAC. México, D.F.
2001 De lo Femenino. Galería Virtual, artte.com. México, D.F.
Inter-Familiar. Performance presentado en la Alameda Central. México, D.F.
2000 Transgresiones. Performance presentado en el Zócalo, Centro de Coyoacán, Centro Comercial Coyoacán y Museo del Chopo. México, D.F.

### Exposiciones colectivas
2012 Uno, dos, tres por mí y por todaos mis compañeraos, Exposición venta de obra solidaria. Espiral en movimiento. A.C. Vestíbulo del Foro Contigo América, México, D.F.
2010 La ira/el deseo. Intervención en camellones de Miguel Ángel de Quevedo, Coyoacán. México, D.F.
2009 Luna una expresión artística. Secretaría de Cultura, UNAM, Auditorio Nacional. México, D.F.
2008 Las Chidas. Museo de Mujeres Artistas Mexicanas, MUMA,. Curaduría: Sylvia Navarrete.
Realidad Sitiada. (con Ricardo Harispuru) Polyforum Siqueiros. México, D.F.
2007 Creación en Movimiento 05/06, Galería Central, CENART, México, D.F.
Feria de Arte Contemporáneo Maco, México, D.F. Galería La Estación Arte Contemporáneo.
2006 Feria de Arte Contemporáneo Kunstart. Bolzano, Italia. Galería La Estación Arte Contemporáneo.
2005 Fenetre sur rue. École des Beaux Arts de Rouen. Rouen, Francia.
2004 XXIV Encuentro Nacional de Arte Joven. Itinerante por toda la República Mexicana. Aguascalientes, Ags., México.
2003 Primer Encuentro Internacional de Artes sobre el Femicidio en Ciudad Juárez. Metro Pino Suárez. México, D.F.
Talleres de producción. Galería ENPEG La Esmeralda. México, D.F.
Ficciones materiales. Epicentro. México, D.F.
2002 Arte Actual Mexicano. Galería de la Escuela Superior de Arte de Braunschweig. Braunschweig, Alemania.
Clausura Artes x Todas Partes. El Faro de Oriente. México, D.F.
2001 5ª Bienal de Monterrey FEMSA 2000. Centro de las Artes. Monterrey, N.L., México.